# Flaga Bośni i Hercegowiny
Flaga Bośni i Hercegowiny – jeden z symboli państwowych Bośni i Hercegowiny.

## Historia
Powstała na mocy porozumienia, zawartego przez Boszniaków, Chorwatów i Serbów w lipcu 1997. Powołana w tym celu komisja miała do końca roku zaprojektować nową flagę. Wszystkie projekty były jednak odrzucone przez stronę serbską i kiedy termin minął, nową komisję powołał w styczniu 1998 wysoki komisarz ONZ – Carlos Westendorp. Parlament miał wybrać najlepszy projekt, lecz żaden z nich nie zdobył wymaganej liczby głosów. Wtedy Westendorp, upoważniony przez międzynarodową komisję nadzorującą proces pokojowy, postanowił sam podjąć decyzję i nieco zmodyfikował projekt, który uzyskał w parlamencie najwięcej głosów. Na mocy jego zarządzenia nowa flaga została wprowadzona 4 lutego 1998.

## Symbolika
Żółty trójkąt, to maksymalnie uproszczony zarys granic państwowych. Do flagi Unii Europejskiej nawiązują gwiazdy i barwa niebieska. Celowo przycięto skrajne gwiazdy w celu przedstawienia ich nieskończoności. Swoją symboliką mają odnosić się do wolności i idei europejskich.

## Dawne flagi

Flaga z lat 1878–1908
Flaga z lat 1908–1918 (po aneksji przez Austro-Węgry)
Flaga Socjalistycznej Republiki Bośni i Hercegowiny 1945–1991
Flaga Republiki Bośni i Hercegowiny 1992–1998